# Синусна залоза
Синусна залоза — нейрогуморальний орган очної стеблинки (або голови) у ракоподібних (найкраще розвинений у десятиногих). Синусна залоза служить місцем накопичення і виділення гормонів.
Являє собою комплекс терміналів аксонів нейросекреторних клітин, тіла яких утворюють кілька груп («Х-органів») в зорових долях та інших ділянках головного мозку. Синусна залоза розташована біля першого зорового ганглія мозку у безпосередній близькості від кровоносного синуса (звідси й назва).
З очної стеблинки виділені численні гормони: 3 хроматофоротропних, що впливають на пігмент сітківки, гормон, що гальмує линяння, гиперглікемічний, нейродепрессорний, що пригнічує спонтанну електричну активність мотонейронів черевного ганглія. Гормон, що концентрує червоний пігмент, і гормон, що керує рухом дистального пігменту клітин сітківки, ідентифіковані та синтезовані.